# ایراکلی گپریدزه
ایراکلی گپریدزه (روسی: Ираклий Геннадович Геперидзе؛ زادهٔ ۱۴ فوریهٔ ۱۹۸۷) بازیکن فوتبال اهل گرجستان است.
از باشگاه‌هایی که در آن بازی کرده‌است می‌توان به باشگاه فوتبال مسکو، باشگاه فوتبال اولیس، باشگاه فوتبال تورپدو مسکو، باشگاه فوتبال اسپارتاک نیژنی نووگورود، باشگاه فوتبال مکابی پتخ تیکوا، باشگاه فوتبال کازانکا مسکو، باشگاه فوتبال آرماویر (روسیه)، باشگاه فوتبال ساترن رامنسکویه، و باشگاه فوتبال اسپارتاک نعلچیک اشاره کرد.